# Adolf Biedermann

Adolf Biedermann

Adolf Albert Bertram Biedermann (* 30. März 1881 in Hamburg; † 11. Mai 1933 in Recklinghausen) war ein deutscher sozialdemokratischer Politiker und Reichstagsabgeordneter von 1926 bis 1933.

## Kaiserreich und Erster Weltkrieg
Biedermann wurde als Sohn eines Malermeisters geboren, verlor aber früh seinen Vater. Er wuchs als Halbwaise in einem Waisenhaus auf, weil die Mutter ihn neben den anderen fünf Kindern und dem weitergeführten Malerbetrieb nicht versorgen konnte. Nach dem Besuch der Volksschule machte er nach viereinhalbjähriger Ausbildung seine Prüfung als Schlossergeselle in Eckernförde und ging anschließend auf Wanderschaft. Nach einer zweijährigen Militärzeit kam er im Jahr 1903 nach Hamburg zurück und belegte neben seiner Berufstätigkeit in einer Maschinenfabrik Abendkurse beim örtlichen Arbeiterbildungsverein.
Biedermann trat 1907 in die SPD ein und wurde im Jahr 1912 Vorsitzender des Distrikts Barmbek. Der Distrikt war mit 10.000 Mitgliedern einer der größten SPD-Ortsvereine Deutschlands. Zu dieser Zeit lebte er in der Schmalenbecker Straße 25 in Barmbek-Süd, unweit des U-Bahnhofes Wagnerstraße (heute: U-Bahnhof Hamburger Straße). Zudem war er Mitglied der Ortsverwaltung des Deutschen Metallarbeiterverbands der Hansestadt. Innerhalb der Partei gehörte er eher dem rechten Flügel an.
Schon vor dem Ersten Weltkrieg machte er sich in der Hamburger SPD einen Namen als Redner und durch Veröffentlichungen von Artikeln in der Arbeiterpresse. Er sollte ab 1914 die Reichsparteischule der SPD in Berlin besuchen, was jedoch durch den beginnenden Krieg verhindert wurde. Während des Ersten Weltkrieges leistete er bis 1918 Kriegsdienst.

## Weimarer Republik und Zeit des Nationalsozialismus
Im Zuge der Revolution von 1918 wurde er vom Arbeiter- und Soldatenrat in das Arbeitsamt delegiert und ein Jahr später in die Hamburger Bürgerschaft gewählt. 1919 wurde er zudem als SPD-Parteisekretär gewählt. Als Nachrücker für Friedrich Paeplow kam er 1926 in den Reichstag, in dem er neben Gustav Dahrendorf und Hans Staudinger die SPD des Wahlkreises 34 (Hamburg) bis 1933 vertrat. Gleichzeitig legte er 1927 sein Mandat in der Hamburgischen Bürgerschaft nieder. Seit 1927 war er außerdem Gauvorsitzender des Reichsbanners Schwarz-Rot-Gold in Hamburg.
Bei der Reichstagsabstimmung über das Ermächtigungsgesetz vom 25. März 1933 stimmte Biedermann mit seiner Fraktion mit „Nein“.
Am 11. Mai 1933 wurde er tot neben der Bahnstrecke bei Recklinghausen aufgefunden; er hatte am Abend zuvor die Reise mit dem Zug von Köln nach Hamburg angetreten. Auch wenn die genaue Todesursache unklar blieb, kann in „Zeiten, in denen politischer Mord auf der Tagesordnung stand, ein Anschlag nicht ausgeschlossen werden“. Bereits einen Tag nach Auffinden des Leichnams druckte die gleichgeschaltete Hamburger Presse eine von der Polizeipressestelle Recklinghausen abgegebene Mitteilung ab, dass Biedermann „Selbstmord begangen“ habe. Indizien, die diese Annahme stützen, wurden nicht genannt. Sein Tod wurde von den Hamburger Sozialdemokraten und Kommunisten den Nationalsozialisten angelastet. Im Gegensatz dazu berichtete der SPD-Exilvorstand in Prag Anfang 1934 rückblickend von einem Suizid. Es gab keinen Rechtsstaat mehr und keine unabhängige Polizei. So wurde eine Obduktion nicht durchgeführt. Im Falle einer Täterschaft der Nationalsozialisten hätten diese eine Untersuchung gegen sich nicht geduldet. Biedermanns Witwe plädierte aus versicherungstechnischen Gründen in einem Prozess gegen die Reichsbahn auf einen Unglücksfall. So wurde der Witwe eine Entschädigung zugesprochen.

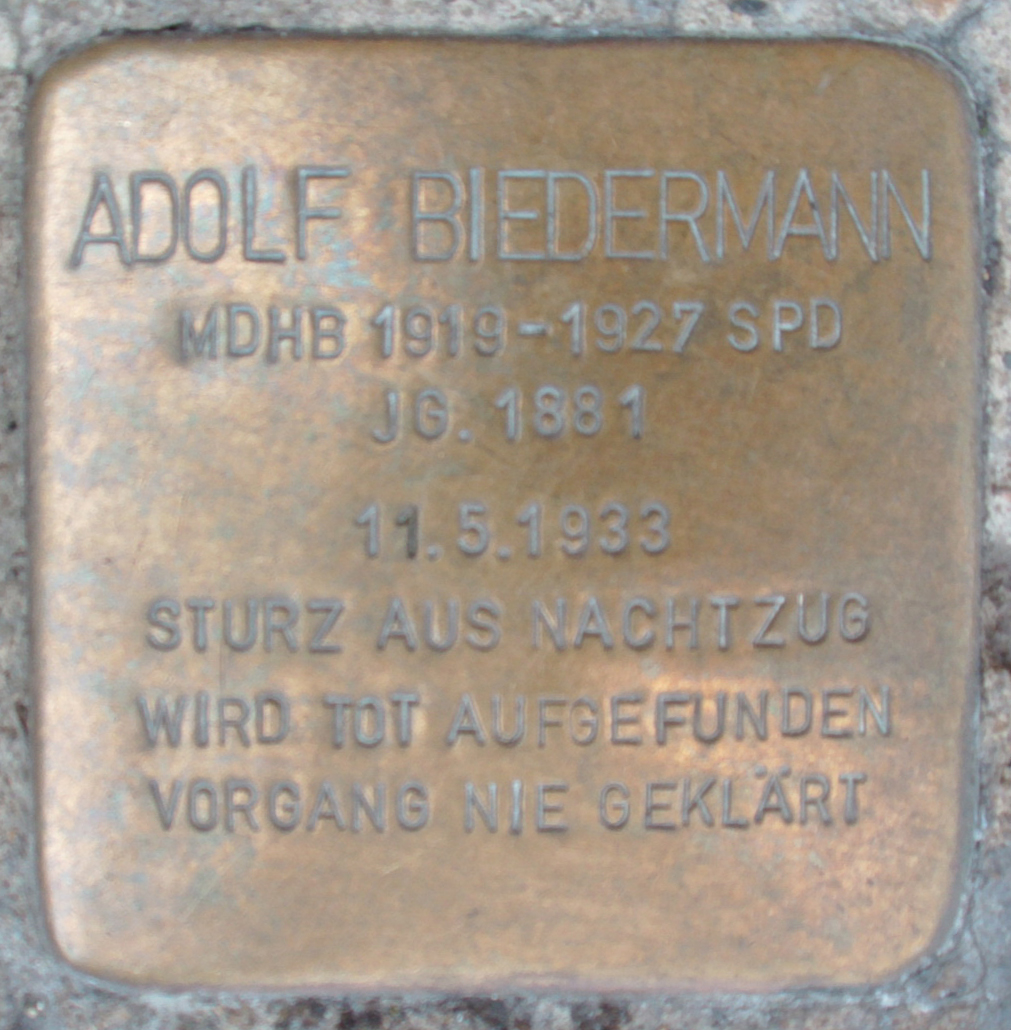
Stolperstein für Adolf Biedermann

Bereits seine Beerdigung am 24. Mai 1933 machten tausende Sozialdemokraten zu einer Demonstration für ihre Partei und die Demokratie. Sein Grabstein trug die Inschrift „Ein Kämpfer für Freiheit und Sozialismus“. Ein Jahr später versammelten sich erneut hunderte Menschen, einige Quellen sprechen von Tausenden, an seinem Grab und legten Blumen nieder. Der Protest gegen das NS-Regime wurde unterstrichen, indem ein Kranz mit roter Schleife und der Aufschrift „D.A.E.“ (Disziplin, Aktivität, Einigkeit) niedergelegt wurde.

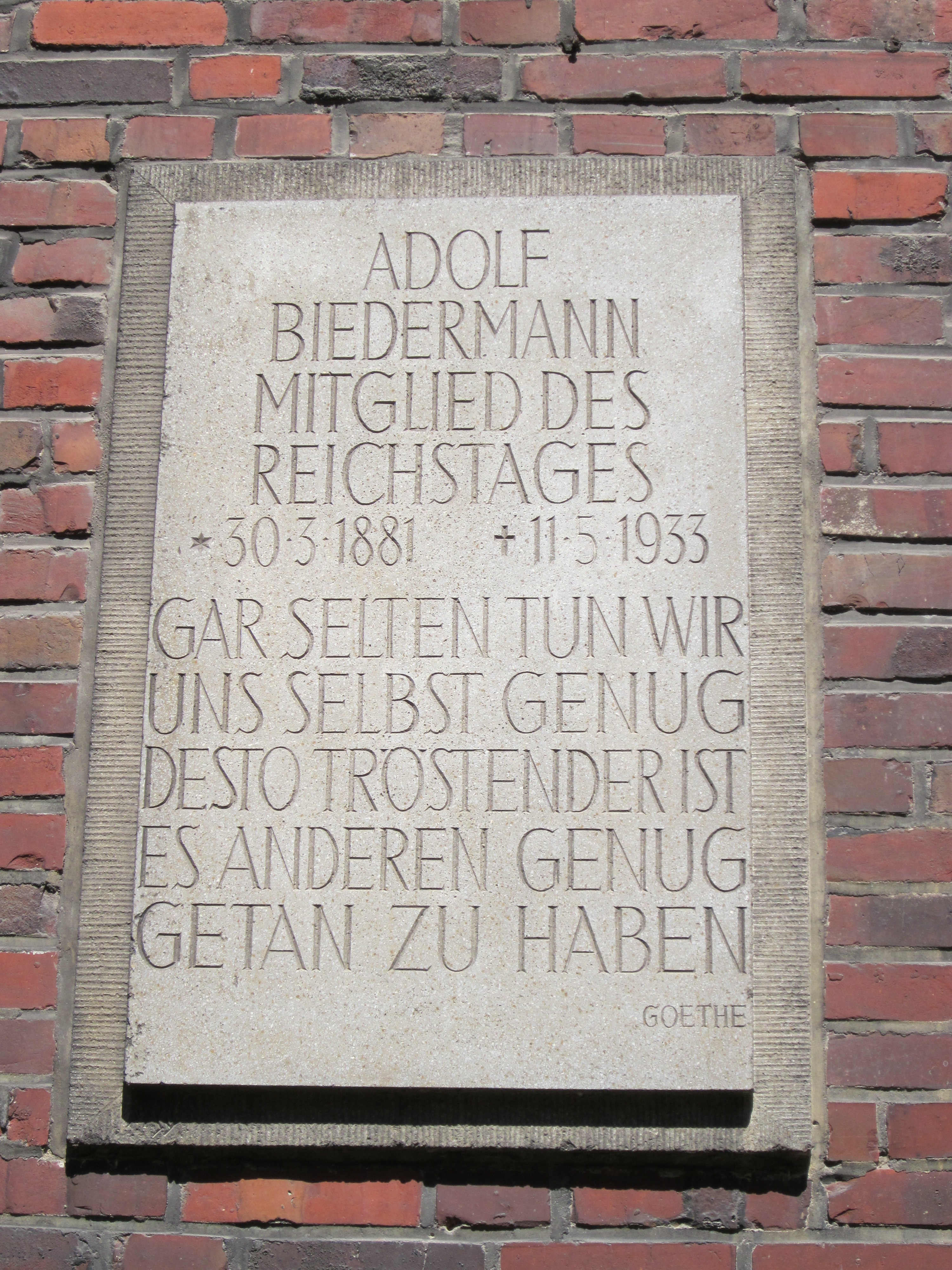
Gedenktafel in der Jarrestraße

## Ehrung

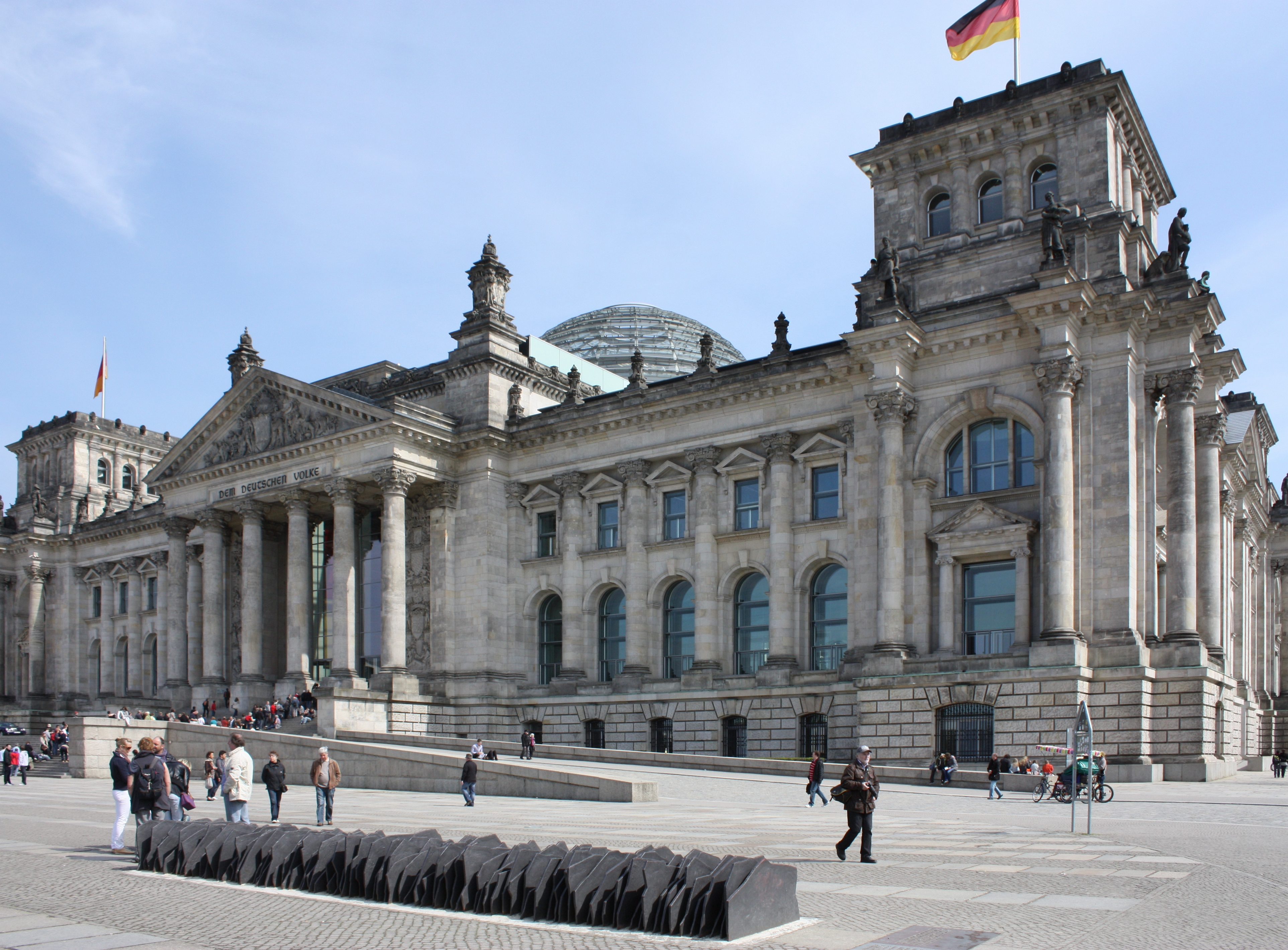
Gedenktafeln am Reichstag

Biedermann zu Ehren wurde 1947 der bisherige Schleidenplatz im Stadtteil Barmbek-Süd in der Nähe seines einstigen Wohnortes in der Jarrestraße in Biedermannplatz umbenannt, in der Jarrestraße erinnern eine Gedenktafel und ein Stolperstein an ihn. In Berlin ist Biedermann eine der 96 Gedenktafeln für von den Nationalsozialisten ermordete Reichstagsabgeordnete in der Nähe des Reichstags gewidmet.
In Hamburg wurden am 8. Juni 2012 vor dem Rathaus Stolpersteine für die ermordeten Mitglieder der Hamburger Bürgerschaft verlegt, darunter auch für Adolf Biedermann.